# デービッド・ダンラップ天文台
デービッド・ダンラップ天文台（David Dunlap Observatory：略称DDO）はカナダの天文台である。オンタリオ州リッチモンドヒルにある、市営の天文台である。

## 歴史
天文台はトロント大学で物理学を教えたクラレンス・チャントの尽力により創立された。1892年シャントが会員となったトロント天文学、物理学会（Astronomical and Physical Society of Toronto）は1902年にカナダ王立天文学会 (Royal Astronomical Society of Canada) に改称され、チャントは1904年と1907年に会長となった。天文学の研究環境の不足に対してシャントは新しい天文台の建設を推進した。1910年にいったんは天文台の設置場所を決めたが第一次世界によって計画は中断された。カナダの実業界から資金を求める努力は難航したが、1921年にチャントの行った7P/ポン・ウイネッケ彗星に関する公開講座を聞いた実業家デービッド・ダンラップは天文学に興味を持ち、チャントの計画に興味を示した。ダンラップは1924年に没するが、未亡人によって現在の天文台の設立費用が寄贈された。
チャントは望遠鏡の手配を進め、グラブ・パーソンズ＆Coから1.9m反射望遠鏡を購入した。これは当時、ウィルソン山天文台の2.5m望遠鏡につぐ口径で、ドミニオン天文台で運用が始まった1.8m望遠鏡よりわずかに大きいものである。望遠鏡は1935年5月に設置された。天文台の開所式はチャントの70歳の誕生日である1935年5月31日に行われた。その他の望遠鏡として50cmカセグレン望遠鏡が開所後から運用され、150mmクック望遠鏡も設置された。1965年に60cmカセグレン望遠鏡が設置された。
1946年から1951年の間、フランク・スコット・ホッグとヘレン・ソーヤー・ホッグがデービッド・ダンラップ天文台で観測を行い、ヘレン・ソーヤー・ホッグはトロント・スター紙に連載したエッセイで知られる。1959年から1966年の間シドニー・ファン・デン・ベルフ (Sidney van den Bergh) によってDavid Dunlap Observatory Catalogueが発表された。1956年には電波望遠鏡が設置された。2007年に大学は光害のために天文台を売却する計画を発表し議論を呼んでいる。